# Rhabdomiris
Rhabdomiris är ett släkte av insekter. Rhabdomiris ingår i familjen ängsskinnbaggar.
Släktet innehåller bara arten Rhabdomiris striatellus.

## Bildgalleri

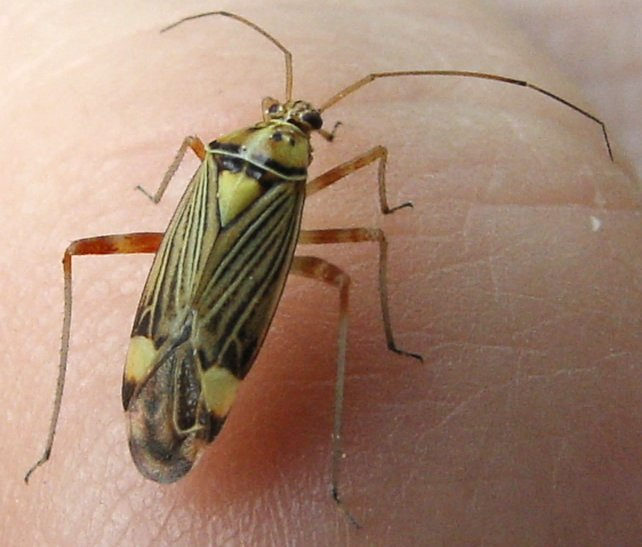
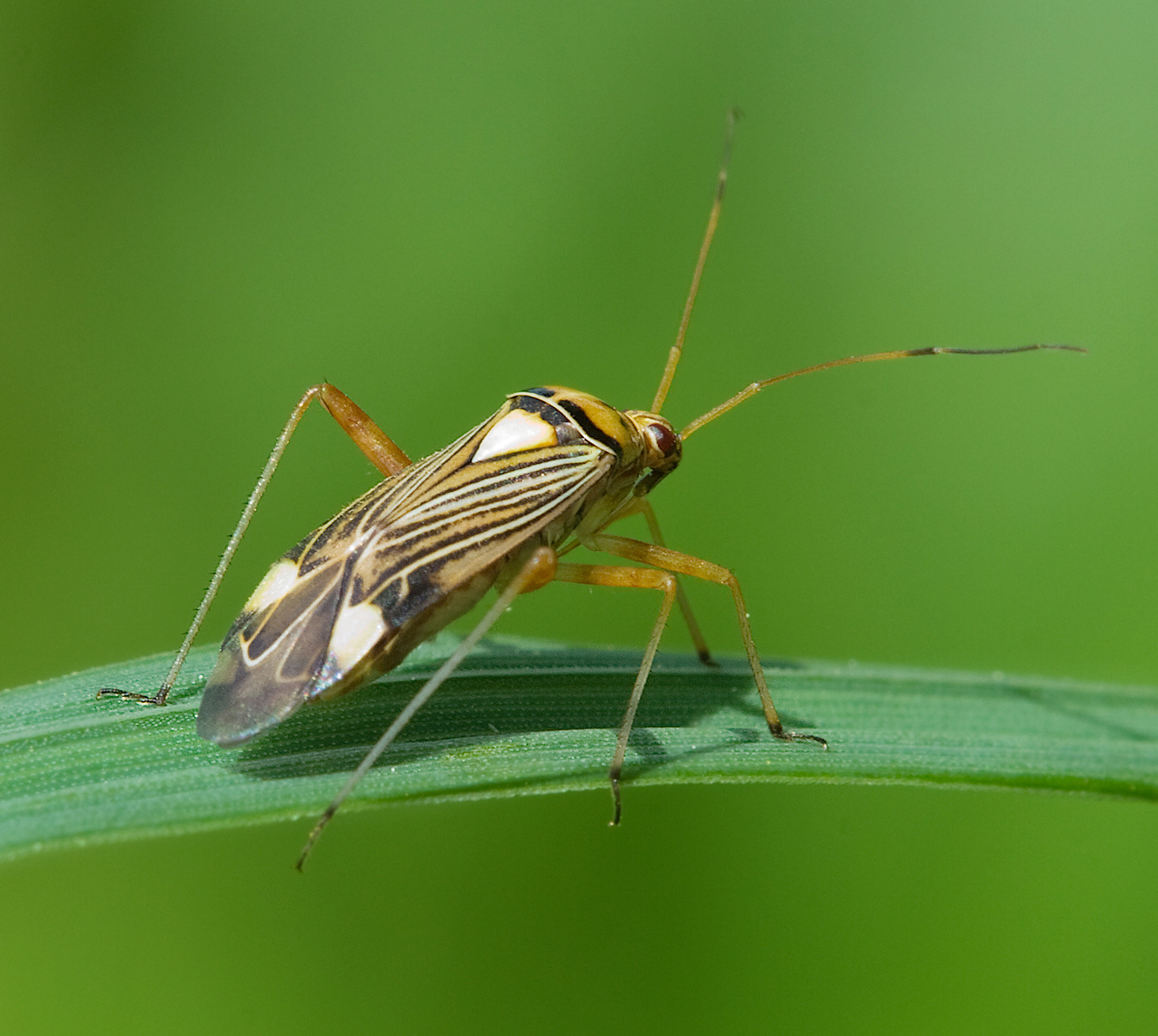
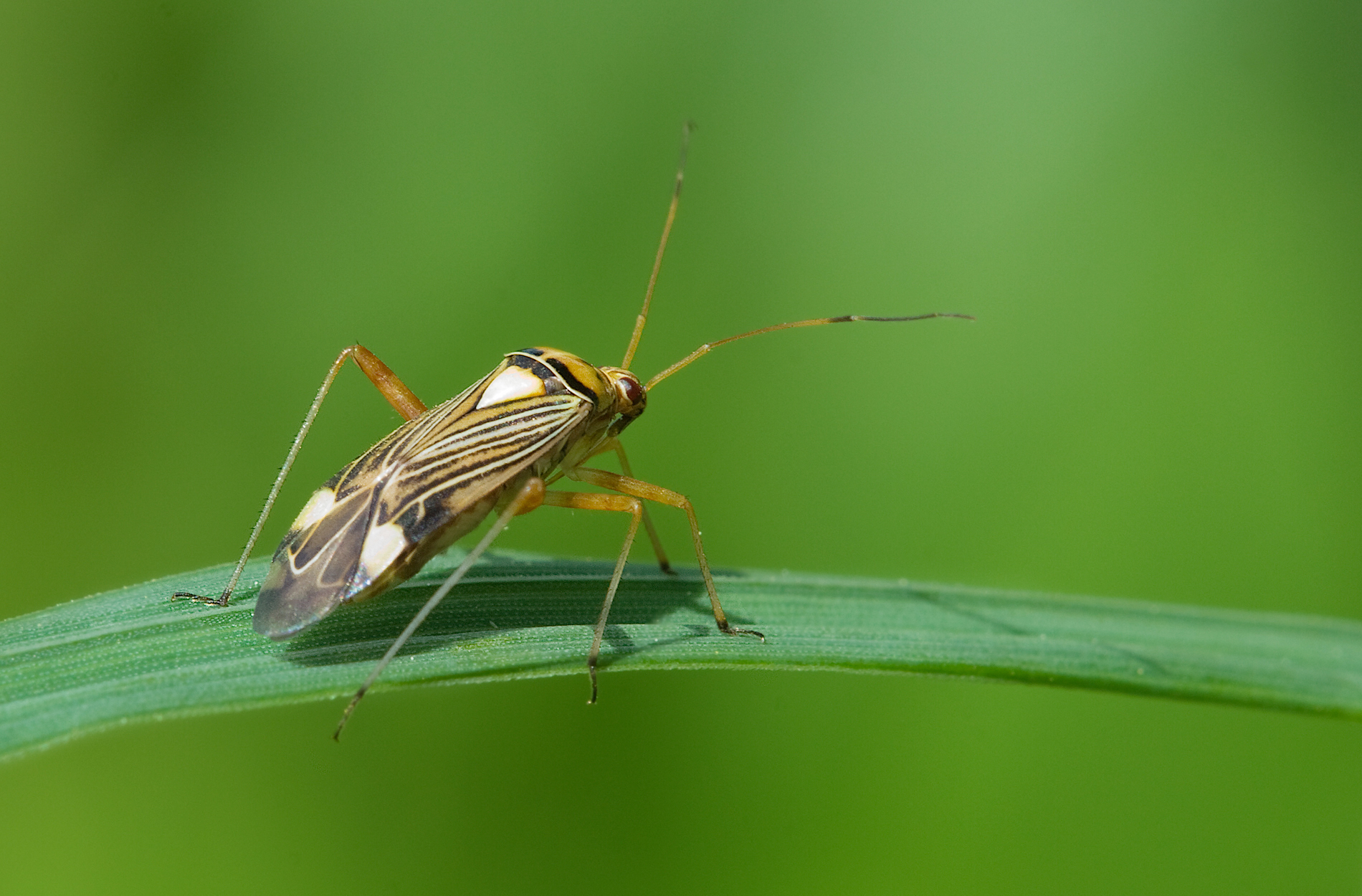
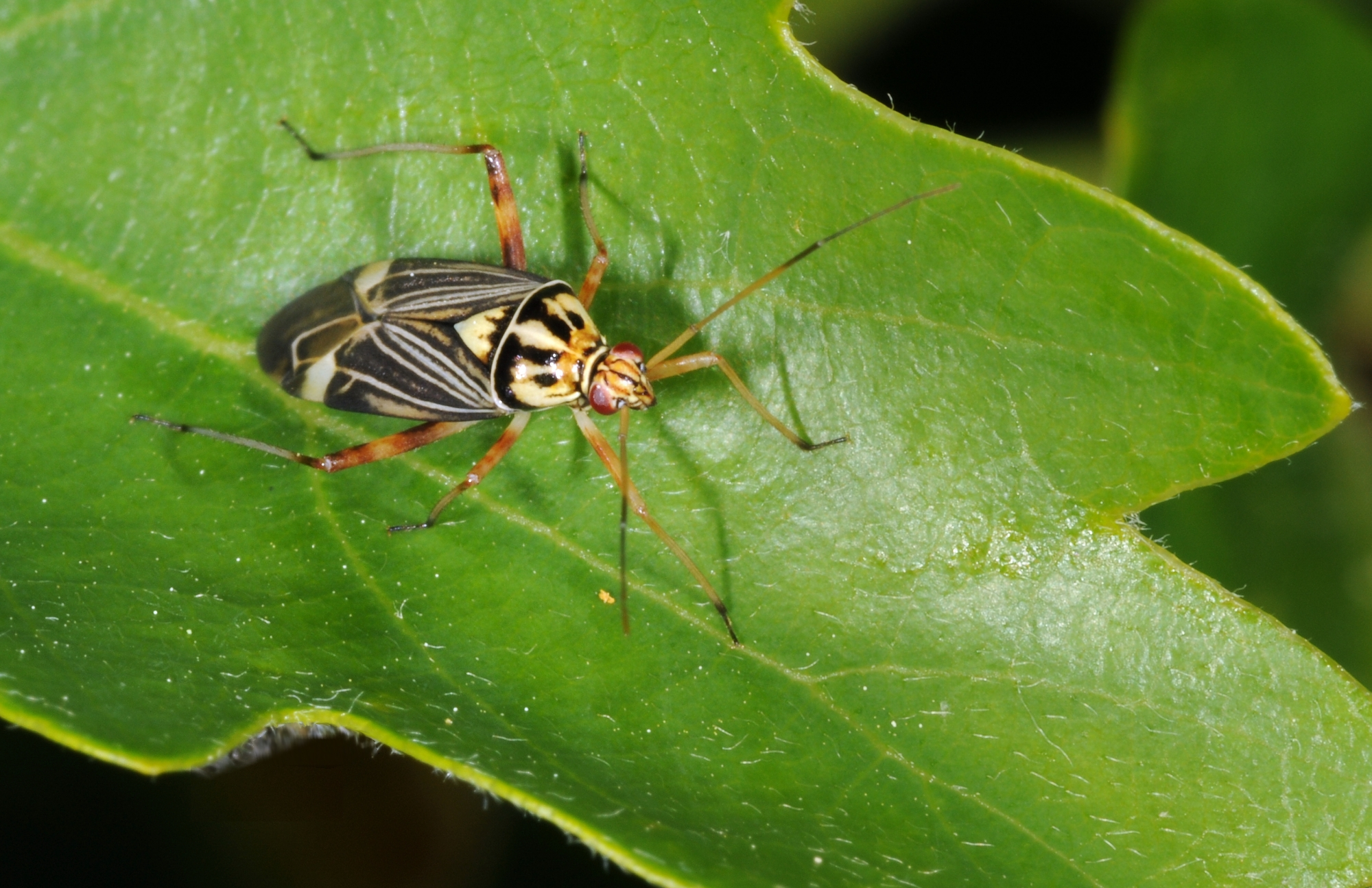
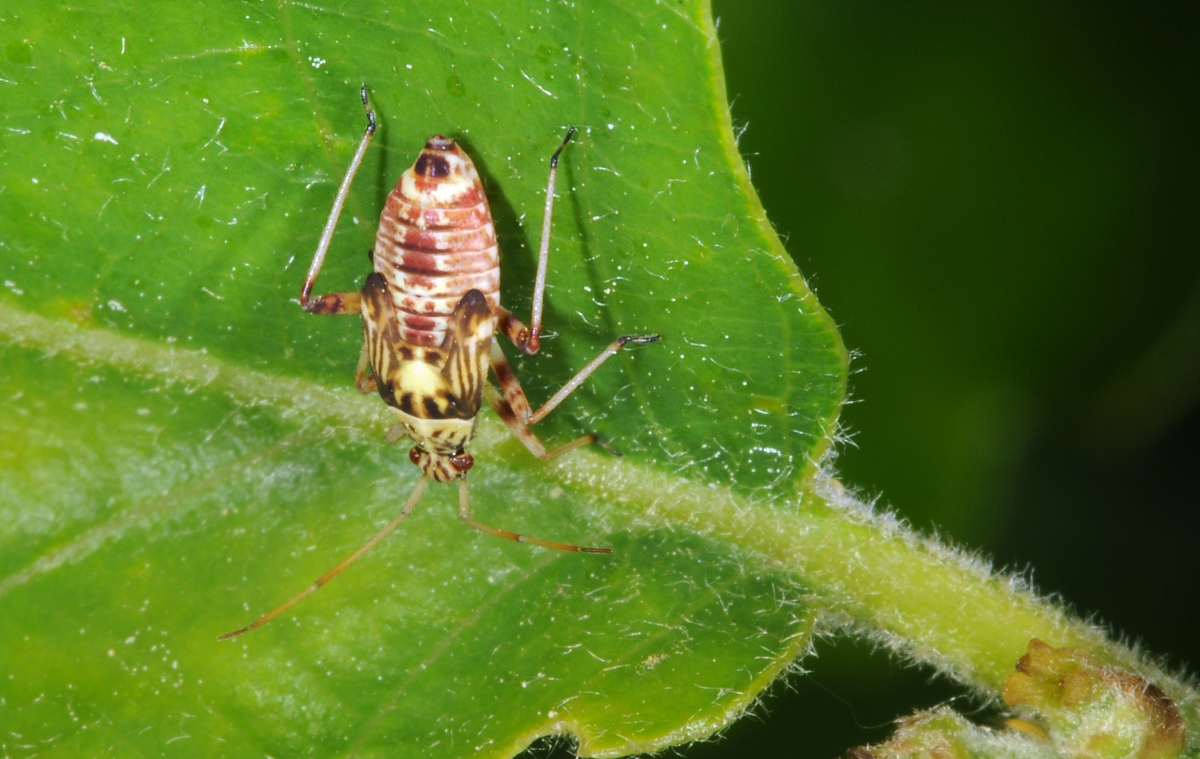
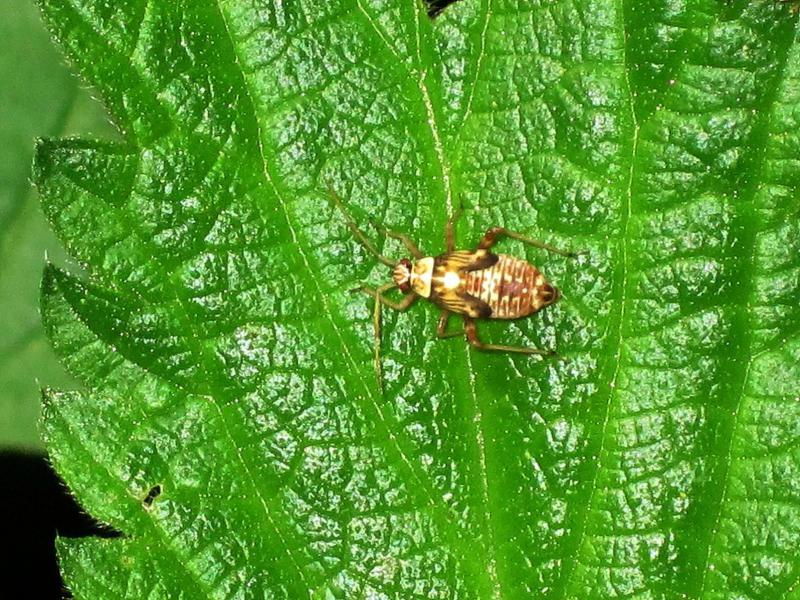